# Octobre 2005 en sport
Cette page concerne l'actualité sportivedu mois d'octobre 2005.

## Samedi1eroctobre
- Compétition motocycliste, Grand Prix du Qatar : l'Italien Valentino Rossi remporte le Grand Prix du Qatar en Moto GP. L'Australien Casey Stoner s'impose en 250 cm3 tandis que le Hongrois Gabor Talmacsi enlève la course des 125 cm3.

## Dimanche2 octobre
- Compétition automobile, Rallye du Japon : Marcus Grönholm remporte le rallye du Japon devant le Français Sébastien Loeb qui est sacré champion du monde de la discipline pour la deuxième année consécutive.

- Sport hippique : Hurricane Run remporte le Prix de l'Arc de Triomphe sur l'hippodrome de Longchamp devant plus de 56 000 spectateurs.

- Football, Coupe du monde des moins de 17 ans : le Mexique remporte la Coupe du monde de football des moins de 17 ans en s'imposant 3-0 en finale face au Brésil.

- Cyclisme, Championnat de Zurich du ProTour 2005 : l'Italien Paolo Bettini remporte le Championnat de Zurich. L'Italien Danilo Di Luca est désormais assuré d'enlever la première place du classement individuel du ProTour.

## Mardi4 octobre
- Basket-ball, championnat de France : ouverture du championnat de Pro A avec une défaite surprise du champion en titre, BCM Gravelines 88-71 SIG Strasbourg.

## Mercredi5 octobre
- Hockey sur glace, LNH : ouverture du championnat de la LNH. Les 30 formations de la ligue disputent un match à cette occasion ; c'est une première. 
Article détaillé : Saison 2005-2006 de la LNH.

- Tennis : selon le quotidien sportif L'Équipe, le dernier finaliste du tournoi de Roland-Garros, Mariano Puerta, a été déclaré positif lors d'un contrôle antidopage. Si ces faits sont avérés, l'Argentin sera suspendu à vie, car ce dernier a déjà été convaincu de dopage en 2003.

## Samedi8 octobre
- Football, matches qualificatifs pour la Coupe du monde 2006 :
  - Europe : 
    - Finlande - Roumanie 0-1,
    - République tchèque - Pays-Bas 0-2,
    - Géorgie - Kazakhstan 0-0,
    - Ukraine - Albanie 2-2,
    - Danemark - Grèce 1-0,
    - Russie - Luxembourg 5-1,
    - Slovaquie - Estonie 1-0,
    - Portugal - Liechtenstein 2-1,
    - Chypre - Irlande 0-1,
    - Suisse - France 1-1,
    - Israël - Îles Féroé 2-1,
    - Écosse - Biélorussie 0-1,
    - Norvège - Moldavie 1-0,
    - Italie - Slovénie 1-0,
    - Irlande du Nord - Pays de Galles 2-3,
    - Angleterre - Autriche 1-0,
    - Lituanie - Serbie-et-Monténégro 0-2,
    - Bosnie - Saint-Marin 3-0,
    - Belgique - Espagne 0-2,
    - Bulgarie - Hongrie 2-0,
    - Croatie - Suède 1-0.

  - Afrique : 
    - Sénégal - Mali 3-0,
    - Congo - Togo 2-3,
    - Cap-Vert - Ghana 0-4,
    - Afrique du Sud - RD Congo 2-2,
    - Burkina Faso - Ouganda 2-2,
    - Cameroun - Égypte 1-1,
    - Soudan - Côte d'Ivoire 1-3,
    - Nigeria - Zimbabwe 5-1,
    - Gabon - Algérie 0-0,
    - Rwanda - Angola 0-1,
    - Malawi - Kenya 3-0,
    - Botswana - Guinée 1-2,
    - Tunisie - Maroc 2-2.

  - Amérique du Sud :
    - Équateur - Uruguay 0-0,
    - Colombie - Chili 1-1,
    - Venezuela - Paraguay 0-1.

  - Amérique du Nord : 
    - Panama - Trinité-et-Tobago 0-1,
    - Costa Rica - États-Unis 3-0,
    - Mexique - Guatemala 5-2.

  - Asie : Ouzbékistan - Bahreïn 1-1.

## Dimanche9 octobre
- Compétition automobile, Grand Prix du Japon de Formule 1, : le Finlandais Kimi Räikkönen remporte la course en partant dix-septième, il devance l'Italien Giancarlo Fisichella et l'Espagnol Fernando Alonso.

- Cyclisme, Paris-Tours du ProTour 2005 : l'Allemand Erik Zabel remporte Paris-Tours.

- Basket-ball : le club malien de Djoliba AC remporte la onzième édition de la Coupe d’Afrique des clubs champions féminins de basket à Bamako.

## Mercredi12 octobre
- Football, matches qualificatifs pour la Coupe du monde 2006 :
  - Europe :
    - Andorre - Arménie 0-3,
    - Finlande - République tchèque 0-3,
    - Pays-Bas - Macédoine 0-0,
    - Grèce - Géorgie 1-0,
    - Albanie - Turquie 0-1,
    - Kazakhstan - Danemark 1-2,
    - Luxembourg - Estonie 0-2,
    - Slovaquie - Russie 0-0,
    - Portugal - Lettonie 3-0,
    - Irlande - Suisse 0-0,
    - France - Chypre 4-0,
    - Italie - Moldavie 2-1,
    - Slovénie - Écosse 0-3,
    - Biélorussie - Norvège 0-1,
    - Autriche - Irlande du Nord 2-0,
    - Galles - Azerbaïdjan 2-0,
    - Angleterre - Pologne 2-1,
    - Serbie-et-Monténégro - Bosnie 1-0,
    - Lituanie - Belgique 1-1,
    - Saint-Marin - Espagne 0-6,
    - Malte - Bulgarie 1-1,
    - Hongrie - Croatie 0-0,
    - Suède - Islande 3-1.

  - Amérique du Sud :
    - Pérou - Bolivie 4-1,
    - Paraguay - Colombie 0-1,
    - Chili - Équateur 0-0,
    - Brésil - Venezuela 3-0,
    - Uruguay - Argentine 1-0.

  - Amérique du Nord :
    - États-Unis - Panama 2-0,
    - Trinité-et-Tobago - Mexique 2-1,
    - Guatemala - Costa Rica 3-1.

  - Asie : Bahreïn - Ouzbékistan 0-0.

## Samedi15 octobre
- Cyclisme : l'italien Paolo Bettini remporte le Tour de Lombardie, ultime épreuve du ProTour 2005.

- Escrime, championnats du monde en Allemagne : fin des assauts débutés le 8 octobre. La France termine la compétition en tête du tableau des médailles avec dix médailles et quatre titres mondiaux.

## Dimanche16 octobre
- Compétition automobile, championnat du monde de Formule 1 : Renault F1 Team devient champion du Monde des constructeurs 2005 au terme de la dernière épreuve du championnat, grâce à la victoire de Fernando Alonso devant son rival Kimi Räikkönen à Shanghai, en Chine.

- Compétition motocycliste, grand Prix d'Australie : en remportant le Grand Prix d'Australie 250 cm3, l'Espagnol Daniel Pedrosa remporte son deuxième titre consécutif dans cette catégorie. L'Italien Valentino Rossi remporte le Grand Prix en Moto GP et le Suisse Thomas Luthi la course des 125 cm3.

## Mardi18 octobre
- Football, troisième journée de la Ligue des champions de l'UEFA :
  - Groupe A : Bayern Munich 2–1 Juventus ;
  - Groupe A : Rapid de Vienne 0–1 FC Bruges ;
  - Groupe B : Ajax Amsterdam 2–0 FC Thoune ;
  - Groupe B : AC Sparta Prague 0–2 Arsenal FC;
  - Groupe C : Panathinaïkos 0–0 FC Barcelone;
  - Groupe C : Udinese Calcio  1–1 Werder Brême ;
  - Groupe D : Manchester United FC 0–0 Lille OSC ;
  - Groupe D : Villarreal CF 1–1 Benfica Lisbonne.

## Mercredi19 octobre
- Football, troisième journée de la Ligue des champions de l'UEFA :
  - Groupe E : Fenerbahçe SK 3-3 Schalke 04 ;
  - Groupe E : Milan AC 0-0 PSV Eindhoven ;
  - Groupe F : Real Madrid 4-1 Rosenborg BK ;
  - Groupe F : Olympique lyonnais 2-1 Olympiakos Le Pirée;
  - Groupe G : RSC Anderlecht 0-1 Liverpool FC ;
  - Groupe G : Chelsea FC 4-0 Real Betis Séville ;
  - Groupe H : FC Porto 2-0 Inter Milan ;
  - Groupe H : Rangers FC 0-0  FC Artmedia Bratislava.

## Jeudi20 octobre
- Football, première journée de la phase de poules de la Coupe UEFA : 
  - Groupe A : Viking Stavanger 1-0 AS Monaco;
  - Groupe A : CSKA Sofia 0-1 Hambourg SV;
  - Groupe B : Lokomotiv Moscou 0-1 Espanyol Barcelone;
  - Groupe B : Maccabi Petah-Tikvah 1-2 US Palerme;
  - Groupe C : Halmstads BK 0-1 Hertha Berlin;
  - Groupe C : Steaua Bucarest 4-0 RC Lens;
  - Groupe D : Dniepr Dniepropetrovsk 1-2 AZ Alkmaar;
  - Groupe D : Grasshopper-Club Zurich 0-1 Middlesbrough FC;
  - Groupe E : FC Bâle 0-2 RC Strasbourg;
  - Groupe E : Tromsø IL 1-2 AS Rome;
  - Groupe F : CSKA Moscou 1-2 Olympique de Marseille;
  - Groupe F : Dinamo Bucarest 0-0 SC Heerenveen;
  - Groupe G : Shakhtar Donetsk 1-0 PAOK Salonique;
  - Groupe G : Stade rennais 0-2 VfB Stuttgart;
  - Groupe H : Zénith Saint-Pétersbourg 2-1 Vitoria Guimarães;
  - Groupe H : Besiktas JK 1-1 Bolton Wanderers.

## Vendredi21 octobre
- Rugby à XV, première journée de la coupe d'Europe de rugby : 
  - Poule 1 : Sale Sharks 27-13 Munster Rugby;
  - Poule 4 : Ulster Rugby 27-0 Benetton Rugby Trévise;
  - Poule 5 : Bourgoin-Jallieu 16-3 Glasgow Rugby.

## Samedi22 octobre
- Ski alpin, Coupe du monde : la Slovène Tina Maze remporte le premier géant de la saison devant la Croate Janica Kostelić et la Suédoise Anja Pärson.

- Patinage artistique, Skate America :
  - Hommes : Daisuke Takahashi (JPN) remporte le grand prix devant Evan Lysacek (USA) et Brian Joubert (FRA)
  - Danse sur glace : Tanith Belbin et Benjamin Agosto (USA) remportent le grand prix devant Isabelle Delobel et Olivier Schoenfelder (FRA) et Oksana Domnina et Maksim Chabaline (RUS)
  - Dames : Ielena Sokolova (RUS) remporte le grand prix devant Alissa Czisny (USA) et Yoshie Onda (JPN)
  - Couples : Dan Zhang et Hao Zhang (CHN) remportent le grand prix devant Rena Inoue et John Baldwin, jr. (USA) et Julia Obertas et Sergei Slavnov (RUS).

- Baseball, match 1 des World Series de la  Ligue majeure : Chicago White Sox 5, Houston Astros 3.

- Rugby à XV, première journée de la Coupe d'Europe : 
  - Poule 1 : Castres olympique 29-24 Newport Gwent Dragons;
  - Poule 2 : Cardiff Blues 40-13 Leeds Tykes;
  - Poule 2 : Rugby Calvisano 6-25 USAP Perpignan;
  - Poule 3 : Leicester Tigers 57-23 Clermont-Auvergne;
  - Poule 5 : Leinster Rugby 19-22 Bath Rugby;
  - Poule 6 : Stade toulousain 50-28 Llanelli Scarlets.

## Dimanche23 octobre
- Compétition automobile
  - Rallye : Tour de Corse du Championnat du monde. Sébastien Loeb remporte le Tour de Corse en réalisant l'exploit inédit de remporter toutes les spéciales.
  - Champcar : Sébastien Bourdais remporte son deuxième titre consécutif de Champcar en remportant le Grand Prix d'Australie.

- Compétition motocycliste, Grand Prix de Turquie : l'Italien Marco Mélandri remporte le Grand prix en Moto GP. En 250 cm3 victoire de l'Australien Casey Stoner et en 125 cm3 première victoire en Grand Prix pour le Français Mike Di Meglio.

- Ski alpin, Coupe du monde : l'Autrichien Hermann Maier remporte le premier géant de la saison devant l'Américain Bode Miller et son compatriote Rainer Schönfelder.

- Baseball, match 2 des World Series de la ligue majeure : Chicago White Sox 7, Houston Astros 6.

- Rugby à XV, première journée de la Coupe d'Europe : 
  - Poule 3 : Neath-Swansea Ospreys 13-8 Stade français Paris;
  - Poule 4 : Saracens 22-10 Biarritz olympique;
  - Poule 6 : Edimbourg Rugby 32-31 London Wasps.

## Mardi25 octobre
- Baseball , World Series match 3 de la Ligue majeure : Houston Astros 5, Chicago White Sox 7. Ce match se joua en 14 manches, en 5 heures et 41 minutes ; c'est le plus long match de l'histoire des World Series.

- Football, Coupe de la Ligue française : élimination dès son entrée dans la compétition pour l'Olympique lyonnais. L'OL s'incline aux tirs au but face au FC Nantes après un score nul de un partout.

## Mercredi26 octobre
- Baseball  , World Series, match 4 de la ligue majeure : Houston Astros 0, Chicago White Sox 1. Les Sox sont champions ; c'est le premier titre pour la franchise de Chicago depuis 1917.

## Vendredi28 octobre
- Patinage artistique, Skate Canada : le couple  Aljona Savchenko et Robin Szolkowy (GER) remportent le grand prix devant Maria Petrova et Aleksey Tikhonov (RUS) et Valerie Marcoux et Craig Buntin (CAN).

- Rugby à XV, deuxième journée de la Coupe d'Europe : 
  - Poule 1 : Newport Gwent Dragons 11-38 Sale Sharks;
  - Poule 2 : USAP Perpignan 37-14 Cardiff Blues ;
  - Poule 2 : Leeds Tykes 33-16 Rugby Calvisano.

## Samedi29 octobre
- Patinage artistique, Skate Canada :
  - Hommes : Emanuel Sandhu (CAN) remporte le grand prix devant Jeffrey Buttle (CAN) et Nobunari Oda (CAN);
  - Dames : Alissa Czisny (USA) remporte le grand prix devant Joannie Rochette (CAN) et Yukari Nakano (JPN).

- Rugby à XV, deuxième journée de la Coupe d'Europe : 
  - Poule 1 : Munster Rugby 42-16 Castres olympique;
  - Poule 3 : Stade français Paris 12-6 Leicester Tigers ;
  - Poule 4 : Benetton Rugby Trévise 17-30 Saracens;
  - Poule 4 : Biarritz olympique 33-19 Ulster Rugby ;
  - Poule 5 : Bath Rugby 39-12 Bourgoin-Jallieu ;
  - Poule 6 : Llanelli Scarlets 15-13 Edimbourg Rugby.

## Dimanche30 octobre
- Patinage artistique, Skate Canada : en danse sur glace, Marie-France Dubreuil et Patrice Lauzon (CAN) remportent le grand prix devant Olena Hrushyna et Ruslan Honcharov (UKR) et Melissa Gregory et Denis Petukhov (USA).

- Rugby à XV, deuxième journée de la Coupe d'Europe : 
  - Poule 3 : Clermont-Auvergne 34-14 Neath-Swansea Ospreys;
  - Poule 5 : Glasgow Rugby 20-33 Leinster Rugby;
  - Poule 6 : London Wasps 15-15 Stade toulousain .

- Compétition automobile, Rallye de Catalogne comptant pour le Championnat du monde : Sébastien Loeb remporte le Rallye ; Citroën s'assure du titre de champion du monde des constructeurs.